# Boros Zoltán (kosárlabdázó)
Boros Zoltán (Budapest, 1970. január 23. –) 88-szoros válogatott magyar kosárlabdázó.
2005 decemberében egy szakmai zsűri és közönségszavazatok alapján beválasztották a magyar kosárlabdázás halhatatlan játékosai közé.

## Tanulmányai
Magyar Testnevelési Egyetem:
- 1989–1993: tanári szak
- 1991–1993: sportrekreáció szakképzés
- 1997: kosárlabda-szakedzői szakképzés

Semmelweis Egyetem Testnevelési és Sporttudományi Kar:
- 1999–2000: sportszervező, menedzser szakképzés

## Sikerei
- ötszörös magyar bajnok (1993, 1994, 1995, 1997, 2000)
- (a magyar bajnokságban kétszer 2., négyszer 3., négyszer 4., egyszer 5. és kétszer 6. helyezett)
- kétszeres magyar kupagyőztes (1989, 1991), négyszeres ezüstérmes és kétszeres bronzérmes
- 88-szoros válogatott
- 1999-es Európa-bajnokság résztvevője

## Klubjai
- 1993–1998  Tungsram-Honvéd BT, Danone-Honvéd BT
- 1998–1999  Atomerőmű SE
- 1999–2004  Albacomp
- 2004–2005  Univer KSE